# Pecka (Osečina)
Pecka (Osečina) (em cirílico: Пецка) é uma vila da Sérvia localizada no município de Osečina, pertencente ao distrito de Kolubara. A sua população era de 449 habitantes segundo o censo de 2011.

## Demografia
| 1948 | 1953 | 1961 | 1971 | 1981 | 1991 | 2002 | 2011 |
| ---- | ---- | ---- | ---- | ---- | ---- | ---- | ---- |
| 214  | 216  | 276  | 285  | 429  | 469  | 501  | 449  |